# Nordpfälzer Bergland
Das Nordpfälzer Bergland, unkorrekt verkürzt auch nur Pfälzer Bergland, ist eine Mittelgebirgslandschaft im Süden von Rheinland-Pfalz und im Saarland. Der größte Teil der Fläche gehört zur Pfalz.
Der Großteil des Berglands, das Teillandschaft (Haupteinheit 193) des Saar-Nahe-Berglands (Haupteinheitengruppe 19) ist, entwässert nach Norden zur Nahe.

## Geographie

### Lage
Das Nordpfälzer Bergland erstreckt sich von Südwest nach Nordost. Es liegt – grob abgegrenzt – zwischen der saarländischen Stadt St. Wendel im Westen und den drei zu Rheinland-Pfalz gehörenden Städten Bad Kreuznach im Norden, Alzey im Osten und Kaiserslautern im Süden, wobei diese Orte selbst nicht mehr dazugezählt werden. Nach Osten stößt es an das Alzeyer Hügelland, nach Südosten an den Pfälzerwald, im westlichen Süden an die Kaiserslauterer Senke und nach Westen bis Nordwesten an andere Landschaftsteile des Saar-Nahe-Berglands, wobei im Nordwesten und im Norden das Tal der Nahe erreicht wird.
Anteil am Nordpfälzer Bergland haben vor allem der Landkreis Kusel und der Donnersbergkreis. In geringerem Maße erstreckt es sich auch über Teile der Landkreise St. Wendel, Kaiserslautern, Birkenfeld und Bad Kreuznach.

### Naturräumliche Gliederung
Die naturräumliche Haupteinheit Nordpfälzer Bergland gliedert sich wie folgt in Untereinheiten (Nachkommastellen):
- (zu 19 Saar-Nahe-Bergland)
  - 193 Nordpfälzer Bergland („Glan-Alsenz-Berg- und Hügelland“; 1587,9 km², 1556,4 km² in RP)
    - 193.0–11 Kirner Nahewinkel (Nordwesten von 193; 181,1 km²; ganz in RP; bis 495,6 m)
      - 193.0 Kirner Nahetal[9] (27,9 km², ganz in RP)
      - 193.10 Becherbach-Reidenbacher Gründe[10] (88,2 km²; bis 495,6 m, im Inneren bis 452,7 m; nach Westen bis ans Nahetal reichend)
      - 193.11 Sien-Lauschieder Höhenrücken[11] (65,0 km²; bis 462,1 m, im Inneren bis 434,7 m;[12] östlich an 193.10 anschließend)

    - 193.12–16 Glan-Alsenz-Höhen im engeren Sinne (Zentrum bis Nordosten von 193; 506,9 km²; ganz in RP; bis 488,6 m)
      - 193.12 Meisenheimer Höhen[13] (83,7 km²; an der südwestlichen Nahtstelle zur Baumholder Platte, 194.11, Prims-Nahe-Bergland, um 400 m; westlich des Glantals)
      - 193.13 Glantal[14] (28,3 km²)
      - 193.14 Alsenzer Höhen (289,1 km²)
        - 193.140 Moschelhöhen[15] (192,5 km²; an der südlichen Nahtstelle zu 193.16 bis um 400 m; zwischen Glan und Alsenz)
        - 193.141 Alsenztal[16] (18,2 km²)
        - 193.142 Appelhöhen[17] (78,4 km²; an der südlichen Nahtstelle zu 193.40 bis um 400 m; östlich des Alsenztals)

      - 193.15 Wiesener Randhöhen[18] (29,9 km²; bis 345,3 m); Rheinhessische Schweiz
      - 193.16 Lichtenberg-Höhenrücken[19] (75,9 km²; bis 488,6 m)

    - 193.17/18 Lauterhöhen (äußerster Süden von 193; 172,1 km²; ganz in RP; bis 452,4 m)
      - 193.17 Untere Lauterhöhen[20] (172,1 km²; an der nordwestlichen Nahtstelle zu 193.2 bis um 400 m)
      - 193.18 Obere Lauterhöhen[21] (17,9 km²; bis 452,4 m)

    - 193.2 Potzberg-Königsberg-Gruppe[22] (südwestlich des Zentrums von 193; 99,5 km², ganz in RP; bis 568,2 m)
    - 193.3 Kuseler Bergland[23] (Südwesten von 193; 218,8 km² in RP; im äußersten Westen bis 569,5 m)
      - 193.301 Brücken-Steinbacher Karboninsel (Steinberg; 4,3 km², ganz in RP; bis 417 m)

    - 193.40–42 Donnersbergmassiv im engeren Sinne (Südosten von 193; 134,6 km²; ganz in RP; bis 686,5 m)
      - 193.40 Westliche Donnersbergrandhöhen[24] (63,5 km² und bis gut 500 m; im engeren Sinne 50.3 km² und bis 488,1 m)[25][26]
      - 193.41 Hoher Donnersberg und Falkensteiner Berge (23,7 km²)[26]
        - 193.410 Falkensteiner Berge[27] (13,7 km²; bis 559,0 m)[26]
        - 193.411 Hoher Donnersberg[28] (10,0 km²; 686,5 m)

      - 193.42 Bürgerwald[29] (47,3 km² und bis 481,3 m; im weiteren Sinne 60,5 km² und bis gut 500 m)[25]

    - 193.43/44 Kaiserstraßensenke im weiteren Sinne (äußerster Südosten von 193; ganz in RP; ca. 110 km²; bis um 370 m)[30]
      - 193.43 Dannenfelser Randhügel[31] (27,0 km², davon 12,8 km² bewaldeter Nordostteil; innere Erhebungen bis um 370 m)
      - 193.44 Kaiserstraßensenke im engeren Sinne[32] (64,1 km²; innere Erhebungen bis um 370 m)

    - 193.5 Porphyrbergland von Münster am Stein (östlicher Norden von 193; 110,0 km², ganz in RP; bis 422 m)
      - 193.50 Rotenfelsporphyrberge (83,6 km²)
        - 193.500 Kreuznacher Hardt[33] (nördlich der Nahe; 5,8 km²; bis 327 m)
        - 193.501 Schlossböckelheimer Heide[34] (nördlich der Nahe; 10,3 km²; bis 304,6 m)
        - 193.502 Lemberg-Hochfläche[35] (südlich der Nahe; 43,7 km²; bis 422 m)
        - 193.503 Rheingrafensteiner Hochfläche[36] (südlich der Nahe; 23,7 km²; bis 336,2 m)

      - 193.51 Nahe-Alsenz-Felsental[37] (17,5 km², ganz in RP)
      - 193.52 Neubamberger Riegel[38] (8,9 km², ganz in RP; bis 320,3 m); Nordteil der Rheinhessischen Schweiz

    - 193.6 Höcherbergmassiv (äußerster Südwesten von 193; 3,6 km² in RP, überwiegend im SL; bis 518 m)
    - 193.7 Osterhöhen (äußerster westlicher Süden von 193; 20,8 km² in RP, überwiegend im SL; bis 485 m)

### Berge
Das Nordpfälzer Bergland ist durch zahlreiche Hügel und Täler gekennzeichnet, die dem Landstrich eine stark variierende Höhenlage von rund 200 bis über 600 m verleihen. Der höchste Berg ist der Donnersberg, der mit 686,5 m zugleich die höchste Erhebung der Pfalz darstellt.

### Wasserläufe

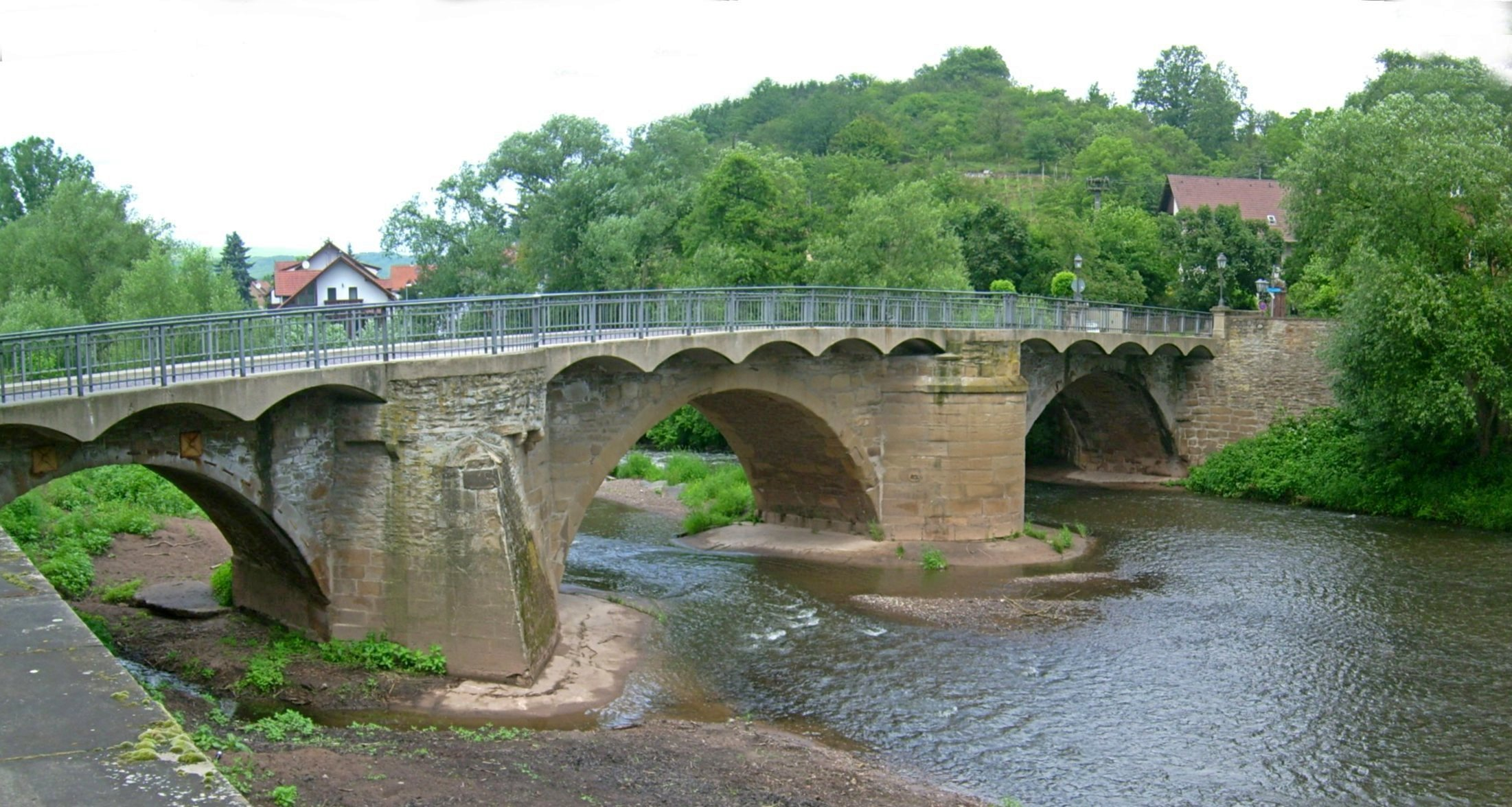
Glanbrücke in Meisenheim

Der äußerste Westen des Nordpfälzer Berglands entwässert über das Einzugsgebiet der knapp 100 Kilometer langen Blies zu Saar und Mosel hin. Wichtige Flüsse im westlichen und zentralen Bereich sind der 90 Kilometer lange Glan samt seinem wasserreichsten Zufluss Lauter („Waldlauter“) und die 57 Kilometer lange Alsenz. Die 116 Kilometer lange Nahe, in welche sie münden und die ein linker Nebenfluss des Rheins ist, fließt nördlich außerhalb des Berglands. Das östliche Gebiet am Donnersberg entwässern die 43 Kilometer lange Pfrimm, die selbst allerdings im nördlichen Pfälzerwald entspringt, sowie die 61 Kilometer lange Selz. Beide fließen nach Osten in den Oberrhein.

## Name
Trotz seines Namens hat das Nordpfälzer Bergland Anteil nicht nur an der nördlichen und (zu einem kleineren Teil) westlichen Pfalz, sondern auch an der Region Rheinhessen (vor allem an der Rheinhessischen Schweiz), am Rheinland (v. a. Porphyrbergland von Münster am Stein und Kirner Nahewinkel) und am Saarland (v. a. Osterhöhen und Höcherberg). Mitunter wird es im Volksmund auch als alte Welt (mundartlich die alt Welt) oder bucklige Welt bezeichnet. Teilweise bezieht sich die Bezeichnung Alte Welt (dann als Eigenname in Großschreibung) aber auch nur auf einen abgelegenen Landstrich im Übergangsbereich der Landkreise Kusel und Kaiserslautern, der etwa von den Bundesstraßen 420, 270 und 48 sowie den Autobahnen 6 und 63 begrenzt wird. Größte Gemeinde ist dort, in Abhängigkeit von der jeweiligen Abgrenzung, Nußbach oder Obermoschel.

## Wirtschaft und Infrastruktur

### Wirtschaft und Besiedelung

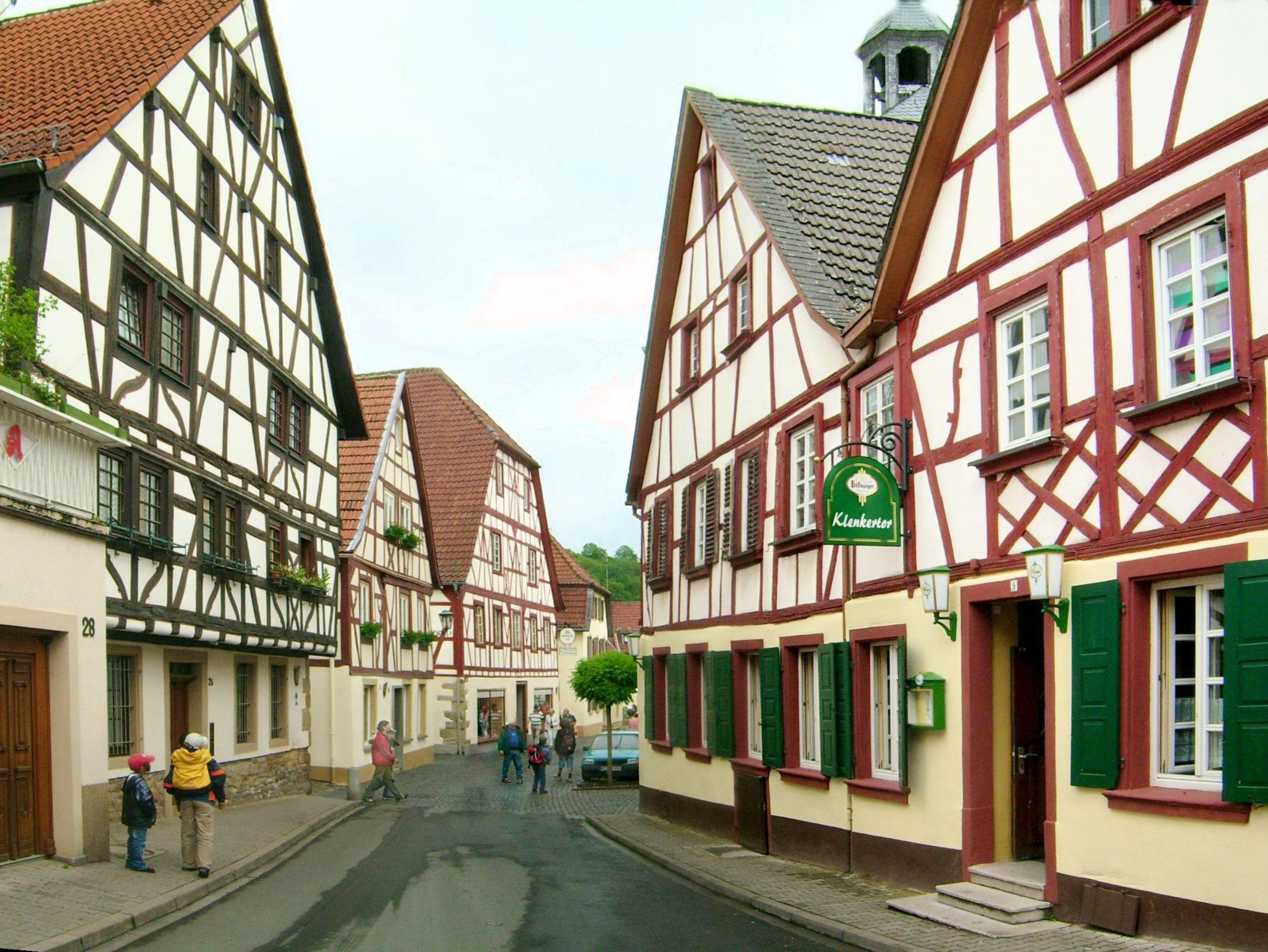
Altstadt von Meisenheim

Die Region ist stark landwirtschaftlich geprägt und weist keine Städte mit mehr als 10.000 Einwohnern auf. Bedeutende Orte sind die Kreisstädte Kirchheimbolanden und Kusel sowie, als Sitze von Verbandsgemeinden, Alsenz, Lauterecken, Meisenheim, Rockenhausen und Winnweiler.
Vermehrt setzt das Gebiet auf Tourismus. So wurde im Frühjahr 2011 der Pfälzer Höhenweg eröffnet, der im Bereich des Donnersbergs verläuft und mit 112 Kilometer der drittlängste Premiumwanderweg der Pfalz ist. Weitere bekannte Wanderwege sind der Remigius- und der Veldenz-Wanderweg. Sie sind nach historischen Objekten im Nordpfälzer Bergland benannt, der erste nach der Propstei St. Remigius, der zweite nach der Grafschaft Veldenz.

### Verkehr

#### Straßen
Mehrere Kilometer südlich und etwa parallel zu dem Mittelgebirge verläuft die Autobahn 6 (Saarbrücken–Mannheim), der Westen wird von der A 62 (Landstuhl–Nonnweiler), der Osten von der A 63 (Kaiserslautern–Mainz) durchquert. Abschnittsweise durch das Nordpfälzer Bergland führen die Bundesstraßen 40 (Kaiserslautern–Alzey), 48 (Winnweiler–Bad Kreuznach), 270 (Kaiserslautern–Lauterecken), 420 (Ottweiler–Bad Kreuznach) und 423 (Waldmohr–Altenglan).

#### Eisenbahnen
Die im Westen zur Autobahn 6 parallele Bahnstrecke Mannheim–Saarbrücken ermöglicht die Anbindung an den überregionalen Schienenverkehr. Regionalbahnen sind die Glantalbahn, die Lautertalbahn, die Alsenztalbahn, die Zellertalbahn und die Donnersbergbahn. Aus ihren Namen geht die jeweilige Lage hervor.